# Jarmo Korhonen
Jarmo Korhonen (ur. 25 lipca 1986 w Nurmes) – fiński siatkarz, reprezentant kraju, grający na pozycji libero. Obecnie występuje w drużynie Valepa Sastamala.

## Sukcesy klubowe
Mistrzostwo Finlandii:
- 2004, 2005, 2014, 2017
- 2007, 2016
- 2013, 2015

Puchar Finlandii:
- 2006, 2007